# ليندسي جونستون
ليندسي جونستون (بالإنجليزية: Lindsay Johnston)‏ هو لاعب دوري الرغبي أسترالي، ولد في 21 مايو 1964 في غونيداه في أستراليا.